# گمینا ونکاویتسا
گمینا ونکاویتسا (به لهستانی:  Gmina Łękawica) یک گمینا در لهستان است که در شهرستان ژویتس واقع شده‌است. گمینا ونکاویتسا ۴۲٫۲۳ کیلومتر مربع مساحت و ۴٬۲۷۶ نفر جمعیت دارد.